# Aerosoft
Die Aerosoft GmbH Luftfahrt-Datentechnik ist ein 1991 gegründeter Entwickler und Publisher von Computerspielen mit Sitz in Büren, Nordrhein-Westfalen. Das auf Flugsimulationen spezialisierte Unternehmen wird seit 2021 von Winfried Diekmann und Andreas Mügge geleitet.

## Beschreibung
Nachdem die Schwerpunkte zu Anfang vor allem auf der Entwicklung von Trainings- und Prüfungsvorbereitungssoftware (PPL-Trainer) für Piloten und bei dem Vertrieb von Verfahrenstrainern lagen, hat sich der Fokus seitdem auf Entwicklung und Vertrieb (Publishing) von Add-ons für Flugsimulatoren sowie eigenständige Simulationsspiele verlagert. In Kooperation mit Herstellern wie Honeycomb und RealSimGear bietet das Unternehmen auch Hardware-Produkte, z. B. Yokes oder Rudder, an. Der Verkauf erfolgt über einen eigenen Online-Shop.
Nach eigener Aussage erzielt das Unternehmen den Großteil seines Umsatzes im Ausland.

## Geschichte
Die Aerosoft GmbH wurde 1991 am Flughafen Paderborn/Lippstadt von Winfried Diekmann, Ralf Hartmann und Bernward Suermann gegründet. 1992 wurde die erste Zusatzsoftware (Add-on) TOP-Scenery 1 für den damaligen Microsoft Flight Simulator 4.0 veröffentlicht. Neben Software entwickelte Aerosoft 1992 die erste eigene Hardware, das ACP (Aircraft Control Panel), für die Flugsimulation.
Nach der ursprünglichen Fokussierung auf Flugsimulation wurde ab 2002 auch Produkte in anderen Genres veröffentlicht. Neben Add-ons für den Microsoft Flight Simulator und X-Plane gehören heute Titel wie die Autobahn Polizei oder Notruf 112 Reihe sowie OMSI, On The Road, Tourist Bus Simulator, The Bus, Trucks & Logistics Simulator und World of Subways zum Sortiment. Seit 2011 kooperiert Aerosoft mit dem Flugsimulator-Entwickler Laminar Research, USA, und betreibt den europäischen Exklusivvertrieb für dessen Software X-Plane. In Zusammenarbeit mit Creative Mesh veröffentlichte man 2017 Strohbergung, das erste offizielle Add-on zur Landwirtschaftssimulator-Reihe. Die Erweiterung beinhaltet unter anderem lizenzierte Fahrzeuge des Landmaschinenherstellers Bernard Krone.
2020 wurde Aerosoft exklusiver Vertriebspartner der Box-Version des Microsoft Flight Simulator für europäische Märkte. Zudem erschien im März mit NDP Charts eine App für Mobilgeräte. Die Software nutzt Daten von Lufthansa Systems, um dem Nutzer etwa Abflugs- und Ankunftszeiten an Flughäfen weltweit anzuzeigen. Später folgten mit dem Brückenbau-Spiel Bridge! 3 und der Notfall-Simulation THO Simulator weitere Mobile Apps. Seit 2021 ist der hauseigene Launcher Aerosoft One verfügbar, über den Flugsimulations-Add-ons heruntergeladen und installiert werden können.

## Auszug aus den bisherigen Veröffentlichungen

### Simulatoren
- X-Plane 10 Global, X-Plane 11
- Subway Sim 2
- OMSI – Der Omnibussimulator, OMSI 2
- Citybus Simulator München und New York
- TramSim Vienna, TramSim Munich
- World of Subways 1-4
- Bridge! The Construction Game
- Autobahn Polizei Simulator 1-3
- Notruf 112 - Die Feuerwehr Simulation, Notruf 112 - Die Feuerwehr Simulation 2
- Fernbus Simulator
- CityDriver

### Add Ons für X-Plane und Microsoft Flight Simulator
- Airbus A320/A321 / Airbus A318/319 / Airbus 330
- Airbus X Extended
- CRJ 550/700, Aerosoft Aircraft CRJ 550/700
- CRJ 900/1000, Aerosoft Aircraft CRJ Bundle
- Aerosoft Aircraft Twin Otter
- FS Academy
- Robin DR400 X
- Mega Airport Reihe (wie z. B. Mega Airport Frankfurt v2, Mega Airport Munich, …)
- X-Reihe (wie z. B. Berlin Tegel X, Madeira X, …)
- ATR 72-500 für X-Plane